# Viva Aerobus
Viva Aerobus è una compagnia aerea a basso costo messicana con sede a Città del Messico mentre il suo hub principale è l'Aeroporto Internazionale di Monterrey.

## Storia
VivaAerobus ha iniziato le operazioni di volo il 30 novembre 2006 dal suo hub presso l'aeroporto internazionale di Monterrey con un investimento iniziale di 50 milioni di dollari e due Boeing 737-300. VivaAerobus era di proprietà di Irelandia Aviation (Ryanair) e della compagnia di autobus messicana IAMSA. Ryanair si è unita ad Alexander Maurice Mason di Kite Investments per creare la "RyanMex" al fine di facilitare gli investimenti della compagnia irlandese nella compagnia aerea messicana. RyanMex deteneva il 49% delle azioni della compagnia aerea, mentre IAMSA aveva la restante quota di maggioranza.
Il 5 novembre 2007, la compagnia aerea ha ricevuto l'approvazione dal Dipartimento dei trasporti degli Stati Uniti per operare verso l'aeroporto internazionale di Austin-Bergstrom, inizialmente servendo le destinazioni messicane di Cancún, Monterrey, Guadalajara e León. I voli per il South Terminal di Austin sono iniziati il 1 maggio 2008.
Il 16 maggio 2009, VivaAerobus ha dichiarato che avrebbe cessato le operazioni di volo verso l'aeroporto internazionale di Austin-Bergstrom il 31 maggio 2009 a seguito della riduzione della domanda.
Nel 2010 la compagnia aerea, ha iniziato le operazioni di volo dall'aeroporto internazionale di Città del Messico dopo il fallimento di Mexicana facendone una focus city dal 1º aprile 2011.
Nell'ottobre 2013, VivaAerobus ha firmato un accordo per ordinare 52 Airbus A320 per 5,1 miliardi di dollari, diventando così il più grande ordine di un vettore latinoamericano.
Dal 15 maggio 2014 il vettore aereo, ha iniziato ad utilizzare l'Airbus A320-200 mentre nel 2016 sono usciti i due Boeing 737-300.
A partire dall'8 dicembre 2016, IAMSA è diventata proprietaria al 100% di VivaAerobus, dopo che Irelandia Aviation ha venduto la sua quota del 49%.
Nel gennaio 2020 VivaAerobus ha annunciato il lancio della sua filiale cargo, denominata Viva Cargo.
Alla fine di ottobre 2021, la compagnia aerea ha annunciato un accordo interline con Viva Air Colombia che è entrato in vigore il 1 novembre 2021.

## Destinazioni
Viva Aerobus opera voli di linea verso Colombia, Costa Rica, Cuba, Messico e Stati Uniti

## Flotta

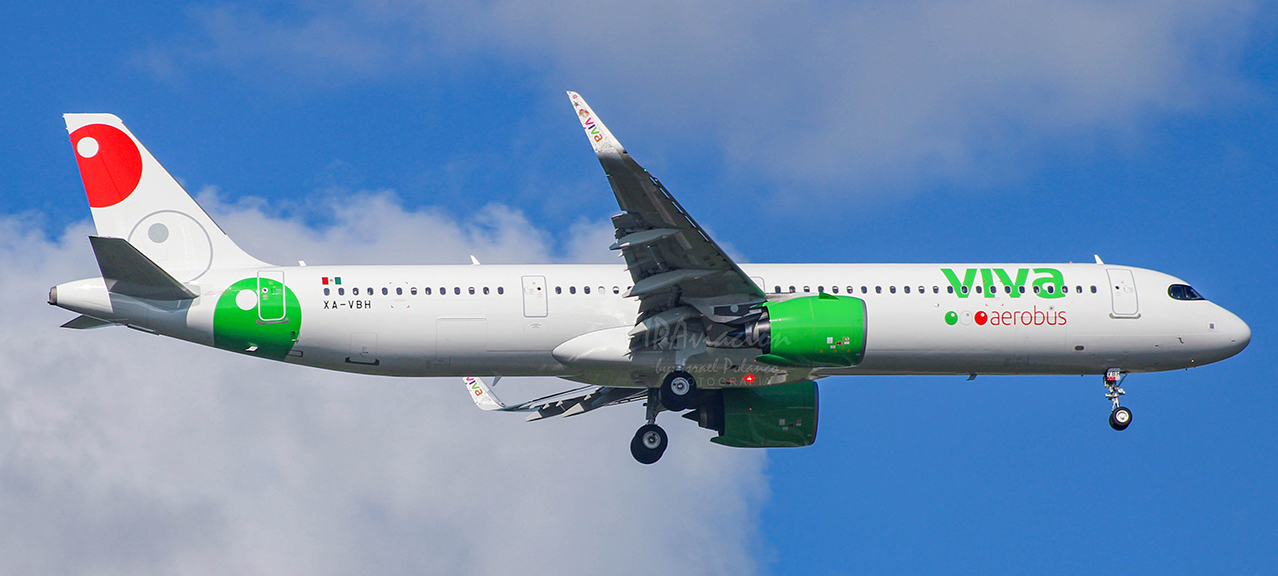
Un Airbus A321neo di Viva Aerobus.

A novembre 2021 la flotta di Viva Aerobus è così composta:

### Flotta storica

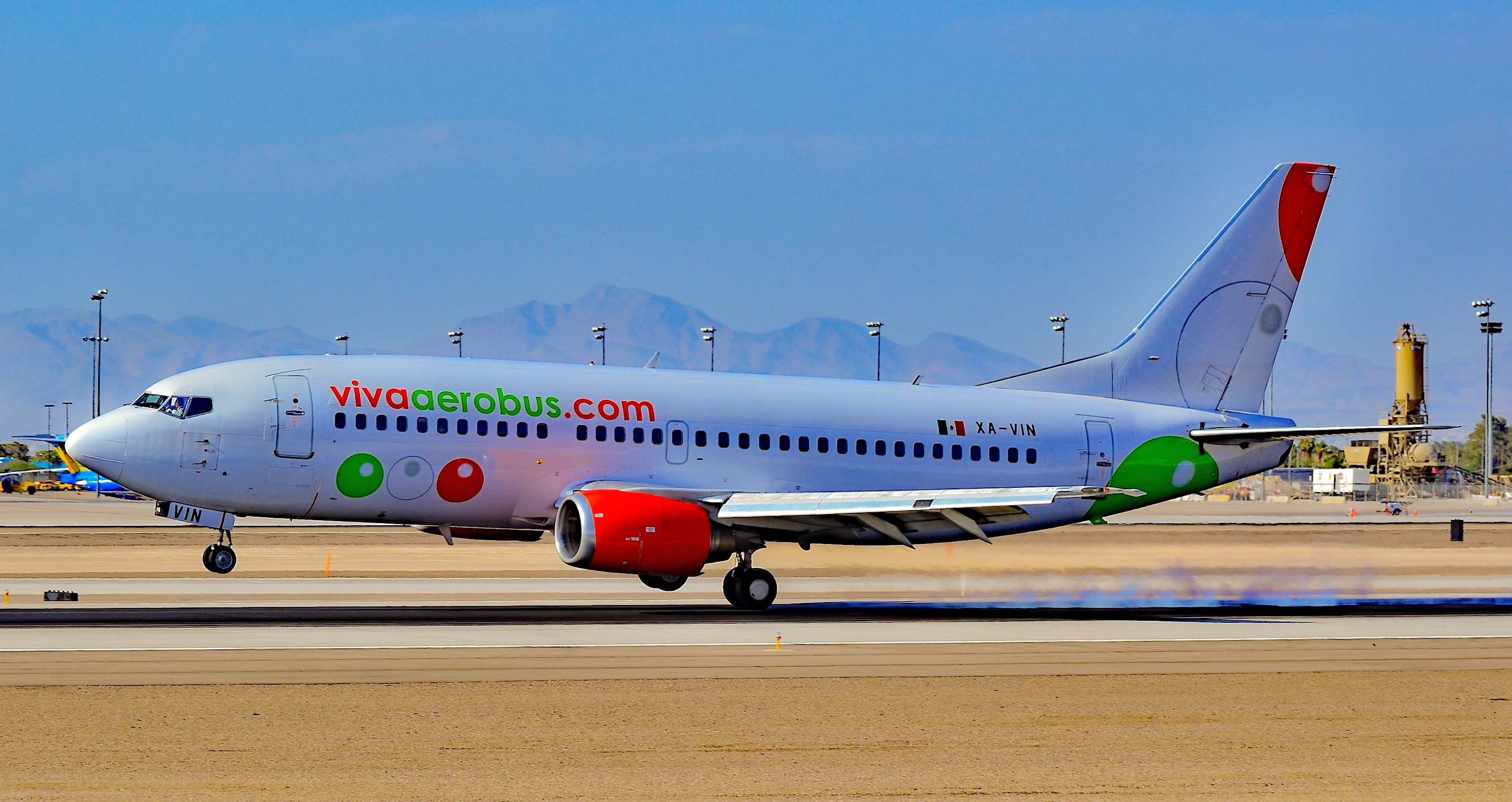
Un Boeing 737-300 di Viva Aerobus.

Viva Aerobus operava in precedenza con i seguenti aeromobili: